# Edoneus
Edoneus is een geslacht van kreeftachtigen uit de klasse van de Malacostraca (hogere kreeftachtigen).

## Soorten
- Edoneus atheatus Holthuis, 1978
- Edoneus erwini Cai & Husana, 2009
- Edoneus marulas Cai & Husana, 2009
- Edoneus sketi Cai & Husana, 2009